# Non credo agli alibi
Non credo agli alibi (titolo originale Bullet for One), pubblicato in Italia anche con il titolo Assassinio nel parco e Nero Wolfe non si muove, è la decima novella gialla di Rex Stout con Nero Wolfe protagonista.

## Storia editoriale
Il racconto fu pubblicato per la prima volta nel numero di luglio 1948 sulla rivista The American Magazine e in formato libro nella raccolta Curtains for Three nel 1951.

## Trama
Un industriale, Sigmund Keyes, viene ucciso mentre cavalca in Central Park. I sospetti ricadono su Victor Talbott, fidanzato di sua figlia, ma l'uomo ha un alibi di ferro. Altre cinque persone sono sospettate e assumono Wolfe affinché smonti l'alibi di Talbott, o, in alternativa, scopra chi di loro è il colpevole, scagionando gli altri quattro.

### Personaggi principali
- Nero Wolfe: investigatore privato
- Archie Goodwin: assistente di Nero Wolfe e narratore di tutte le storie
- Saul Panzer e Orrie Cather: investigatori privati
- Sigmund Keyes: la vittima
- Dorothy Keyes: figlia di Sigmund
- Victor Talbott: fidanzato di Dorothy
- Frank Broadyke: designer industriale
- Ferdinand Pohl: socio di Sigmund
- Audrey Rooney: segretaria di Talbott
- Wayne Safford: stalliere
- Cramer: ispettore della Squadra Omicidi
- Purley Stebbins: sergente della Squadra Omicidi

## Critica
"Stout usa tecniche di sviamento per ingannare il lettore e fargli pensare che la soluzione sia più complicata di quanto in realtà non è. Gli indizi sono presentati in modo leale. La trama forse è troppo artificiale. Una storia godibile, che dovrebbe piacere ai fan di Dick Francis."
"L'omicidio in Bullet for One echeggia l'azione popolare nei racconti western. Ha anche un tocco surrealista. L'antipatia istantanea e gli insulti di rito tra Archie e il poliziotto a cavallo Hefferan probabilmente celano un legame di amicizia maschile che anticipa il legame tra Archie e il cowboy Cal Barrow in The Rodeo Murder."

## Edizioni
- Rex Stout, Assassinio nel parco, I gialli di Ellery Queen, Garzanti, 1950,  p. 96.
- Rex Stout, Nero Wolfe non si muove, in: "I paladini del brivido: antologia della narrativa poliziesca", a cura di Oreste Del Buono, traduzione di Laura Grimaldi, Sansoni, 1962,  p. 407.
- Rex Stout, Buon anno con Nero Wolfe, traduzione di Laura Grimaldi, collana Supergiallo Mondadori (n. 24), Arnoldo Mondadori Editore, 2002,  p. 333, ISSN 1123-0797 (WC · ACNP).